# Ditaxis katharinae
Ditaxis katharinae är en törelväxtart som beskrevs av Ferdinand Albin Pax. Ditaxis katharinae ingår i släktet Ditaxis och familjen törelväxter. Inga underarter finns listade i Catalogue of Life.